# Morchella
Morchella é um género de fungos comestíveis bastante aparentados com os anatomicamente mais simples Pezizaceae. A parte superior do corpo frutífero destes fungos tem uma distinta aparência de colmeia, sendo muito apreciados sobretudo na culinária francesa.

## Classificação

### Taxonomia
Os corpos frutíferos de Morchella têm uma aparência altamente polimórfica, exibindo variações na forma, cor e tamanho; este facto tem contribuído para as incertezas que existem sobre a sua taxonomia. A distinção entre as várias espécies é complicada pela incerteza sobre quais espécies são verdadeiramente  distintos biologicamente. Os colectores de cogumelos referem-se-lhes pela sua cor, pois as espécies podem ser muito similares na aparência e variar consideravelmente dentro duma espécie e com a idade do espécime. As espécies mais bem conhecidas são Morchella esculenta (amarelo); M. deliciosa (branco); e M. elata (negro). Outras espécies são M. conica, M. semilibera e M. vulgaris.

### Filogenia
Alguns autores sugerem que o género contém apenas entre 3 a 6 espécies, enquanto outros incluem até 50 espécies neste género. Análises filogenéticas baseadas em análises PCFR  e da enzima de restrição do gene 28S do ARN ribossómico suportam a primeira hipótese, i.e., a de que o género inclui apenas umas poucas espécies com considerável variação fenotípica. Outros trabalhos sobre o ADN destas espécies sugerem a existência de mais de uma dúzia de grupos distintos em Morchella da América do Norte.

## Habitat e ecologia

### Habitats favoráveis à frutificação

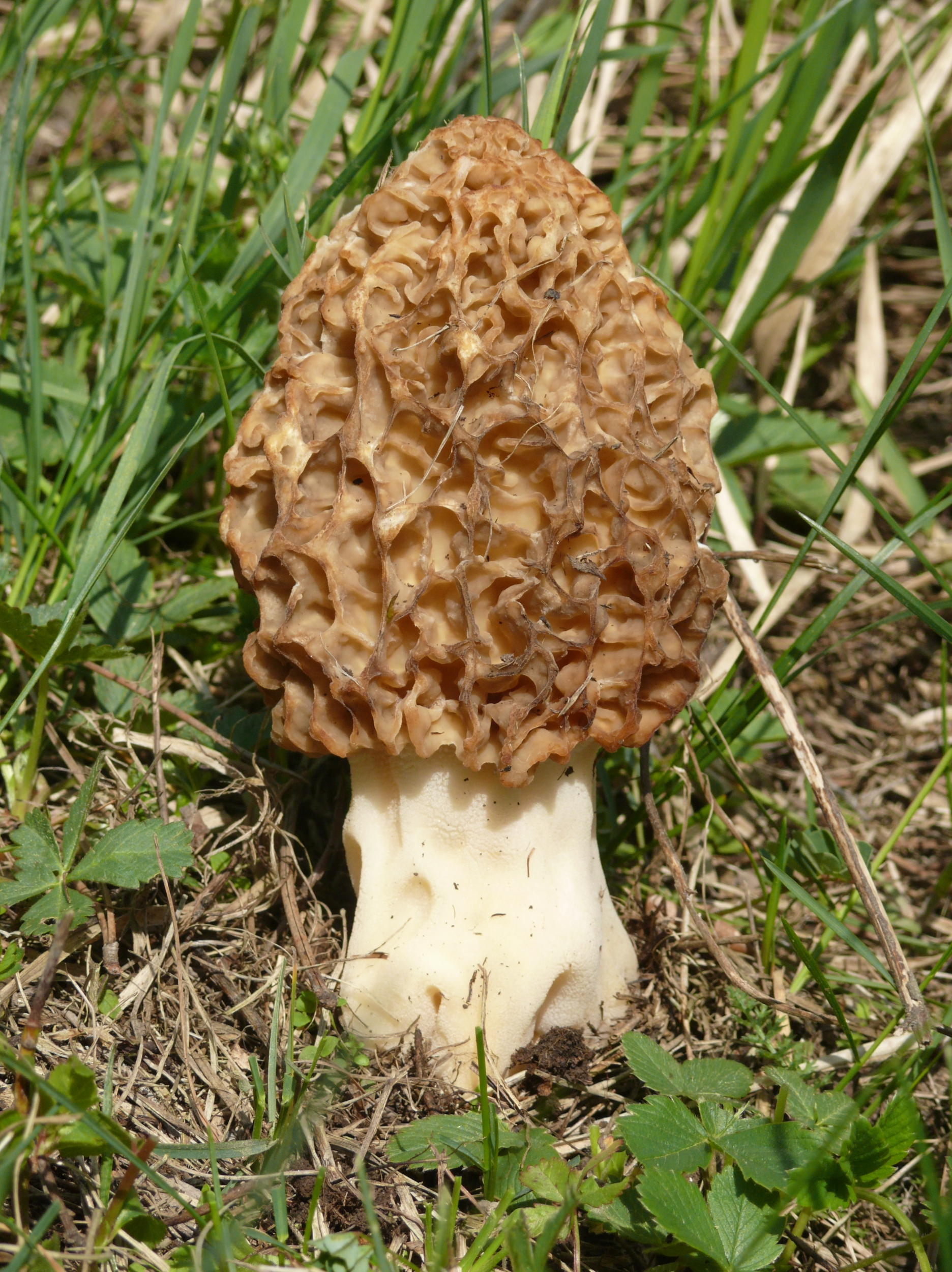
Morchella amarelo em Tauberland, Alemanha

As espécies de Morchella não formam simbioses micorrízicas mas são geralmente encontradas debaixo de certas árvores. As árvores normalmente associadas a estas espécies no hemisfério norte incluem freixo, plátano, tulipeiro, ulmeiros mortos e moribundos, alguns choupos e macieira velhas. Morchella esculenta é geralmente mais frequente debaixo de árvores decíduas que de coníferas e Morchella elata pode ser encontrada em bosques de decíduas, carvalho e choupo.  As espécies da América do Norte são muitas vezes encontradas em florestas de coníferas incluindo árvores dos géneros Pinus, Abies, Larix, e Pseudotsuga, além de choupos em bosques ripários.

### Associação com incêndios florestais
M. elata pode crescer abundantemente em habitats que foram queimados por incêndios florestais.  O mecanismo por detrás disto é desconhecido. Onde não ocorrem fogos florestais os cogumelos crescem em pequenas quantidades, no mesmo local, ano após ano.
Os esforços feitos até ao momento para cultivar estes cogumelos são raramente bem-sucedidos e a indústria do seu comércio está baseada na apanha de cogumelos silvestres.

## Risco de confusão com espécies venenosas
Quando se apanham estes cogumelos, deve ter-se o devido cuidado para distingui-los de vários cogumelos semelhantes mas venenosos, incluindo Gyromitra esculenta, Verpa bohemica, e outros. Apesar de estes cogumelos semelhantes serem por vezes ingeridos crus sem causarem efeitos nefastos, eles podem causar distúrbios gastrointestinais severos e perda de coordenação muscular (incluindo músculo cardíaco) se ingeridos em grandes quantidades ou por por vários dias seguidos. Eles contêm uma toxina semelhante à giromitrina (um veneno orgânico e carcinogénico).
Estes cogumelos problemáticos podem ser distinguidos de Morchella por uma observação cuidadosa do chapéu, o qual é muitas vezes enrugado, com aspecto de cérebro, em vez de colmeados ou reticulares. Gyromitra esculenta tem um chapéu geralmente mais escuro e maior que os de Morchella. Os chapéus de Verpa estão ligados ao estipe apenas no ápice, enquanto no caso de Morchella os chapéus estão ligados ao estipe na parte mais inferior. A maneira mais fácil de distinguir estas espécies das de Morchella, é simplesmente verificar o interior do estipe. As variedades de Morchella têm o estipe oco, enquanto as espécies venenosas têm no interior do estipe uma substância com aspecto algodoado.

## Toxicidade
Estes cogumelos contêm pequenas quantidades de hidrazina, que é removida por cozedura; estes cogumelos nunca devem ser comidos crus. Mesmo quando bem cozidos estes cogumelos podem por vezes provocar sintomas de intoxicação ligeira quando consumidos com bebidas alcoólicas.